# 이돈구 (1946년)
이돈구(李敦求, 1946년 9월 3일 ~ )는 서울대학교 산림환경학과 교수를 지낸 대한민국의 산림학자이며, 이명박 정부에서 산림청장을 역임하였다. 본관은 한산이며, 충청북도 청주 출생이다.

## 학력
- 청주고등학교 동문
- 서울대학교 임학 학사
- 서울대학교 대학원 임학 석사
- 아이오와대학교 대학원 임학 석사
- 아이오와대학교 대학원 임학 박사

## 경력
- 1981 ~ 2011 : 서울대학교 농업생명과학대학 산림과학부 산림환경학과 교수
- 서울대학교 중앙도서관분관농학도서관장
- 1998 : 동북아산림포럼 위원장
- 2000 : 제21차 세계산림연구기관연합회 부회장
- 2003 : 스웨덴 왕립한림원 정회원
- 2004 ~ 2006.02 : 한국임학회장
- 2005 : 국제산림연구기관연합회장
- 생명의 숲 공동대표
- 2010.08 : 세계산림과학대회장
- 2011.02 ~ 2013.03 : 산림청장
- 2013.04 ~ : 영남대학교 박정희새마을대학원 특임석좌교수
- 2015.04 : 생명의숲 이사장
- 생명의숲 고문
- 강원연구원 자문위원회 산림 자문위원

## 수상
- 2006년 : 제14회 상록연구대상

| 전임 정광수 | 제27대 산림청장 2011년 2월 9일 ~ 2013년 3월 15일 | 후임 신원섭 |